# 灰幹蘇鐵
灰幹蘇鐵（學名：Cycas hongheensis），又稱紅河蘇鐵、細葉蘇鐵，属于蘇鐵目蘇鐵科苏铁屬的一種植物，是中國的特有種，為國家一級保護植物。其种加词“hongheensis”意为“云南红河州的”。

## 分佈
灰幹蘇鐵只分佈在中國雲南個舊市南部紅河流域的局部區域。生長在海拔400至600米乾熱河谷石灰岩山地，耐乾熱氣候和土壤瘠薄的環境。

## 形態特徵
樹幹高5-8米，基部膨大，有時分支，主幹直徑30～40厘米，有時可達1.3米，樹皮縱裂，光滑，灰白色。鱗葉披針形，堅硬，長3-4.5厘米，基部寬1-1.5厘米，頂端尖，上面光滑，背面密被黃褐色絨毛，葉邊緣平或微反卷，種子圓球形，長1.7-2.7cm，直徑1.6-2.4cm，成熟時黃色、橘黃色至橘紅色。

## 外部連結
- 灰幹蘇鐵Cycas hongheensis （页面存档备份，存于）PPBC中国植物图像库
- 灰幹蘇鐵 （页面存档备份，存于）eFlora 中国在线植物志